# San Andrés och Providencia
San Andrés och Providencia (spanska Archipiélago de San Andrés y Providencia) är ett av Colombias departement. Det består av en ögrupp i Karibiska havet ungefär 775 km nordväst om Colombias fastland och 200 km från Nicaraguas kust. Ögruppen har tre bebodda öar, San Andrés (cirka 13 km lång och 3,5 km bred) där departementets huvudort ligger, Providencia (17 km²) och den betydligt mindre Santa Catalina.

## Administrativ indelning
Departementet är indelat i två kommuner:
- Providencia
- San Andrés